# 布朗克斯的故事
是一部1993年美国犯罪剧情片，是罗伯特·德尼罗的导演处女作。德尼罗、查茲·帕明特瑞主演，喬·佩西也参与演出。由编剧帕明特瑞改编自个人的童年故事。美国收获了1700万美元的票房。

## 剧情
故事背景设定于1960年代纽约市的布朗克斯，讲述一名意大利裔美国人从少年至青年阶段的成长轨迹，电影以他的口吻为第一人称向观众叙述他的成长经历。他身受两位成人的影响，一位是他的父亲，另一位是黑手党大人物。
1960年，九岁的Calogero对附近的黑帮生活很向往，但他的巴士司机父亲Anello为人正直，竭力避免儿子受到区内坏风气的影响。Calogero目击一宗凶杀案的发生，但在警察安排的指证现场他拒绝供出凶手，此事促使他获得区内帮会人物辛尼的好感，因为辛尼是谋杀事件的主凶，两人于是展开了一段俨如父子般的友情。其后八年辛尼的势力逐渐扩大。
八年后，17岁的Calogero在中学读书，也经常与另外几名青年学生（很歧视黑人）混在一起，他还喜欢上了一名非裔女学生。当时该地区有严格的种族区域界限，黑人受到歧视，相关暴力事件也经常发生。Calogero得到辛尼的告戒，让他不要跟那几名爱闹事的青年混在一起，这拯救了Calogero的性命，因为他的朋友夜间开车去黑人街区报复时汽车爆炸身亡。后来辛尼被一名男子射杀身亡，原来是八年前被辛尼开枪打死的男子的儿子来为父报仇。最终Calogero在辛尼的遗体前告别，并感激他的教诲与救命之恩。

## 角色
- 羅拔·迪尼路 飾演 Lorenzo Anello，Calogero的父亲，巴士司机
- 查茲·帕明特瑞（英语：Chazz Palminteri） 飾演 Sonny LoSpecchio，黑手党人物
- 法蘭西斯·卡普拉（英语：Francis Capra） 飾演 Calogero "C" Anello（9岁）
- Lillo Brancato, Jr.（英语：Lillo Brancato, Jr.） 飾演 Calogero "C" Anello（17岁）
- 凱薩琳·納杜奇（英语：Kathrine Narducci） 飾演 Rosina Anello
- Taral Hicks（英语：Taral Hicks） 飾演 Jane Williams，非洲裔女学生，Calogero相恋的对象
- 喬·派西 飾演 Carmine
- Clem Caserta 飾演 Jimmy Whispers
- Robert D'Andrea 飾演 Tony Toupee
- Eddie Montanaro 飾演 Eddie Mush
- Fred Fischer 飾演 JoJo the Whale
- Dave Salerno 飾演 Frankie Coffeecake
- Joe D'Onofrio 飾演 Slick（17岁）
- Louis Vanaria（英语：Louis Vanaria） 飾演 Crazy Mario（17岁）
- Alfred Sauchelli jr. 飾演 Bobby Bars
- Frank Pietrancolare 飾演 Danny K.O.
- Luigi D'Angelo 飾演 Aldo（17岁）
- Dominick Rocchio 飾演 Ralphie（17岁）
- Patrick Boriello 飾演 Slick（9岁）
- Paul Perri 飾演 Crazy Mario（9岁）
- Tommy A.Ford 飾演 Phil The Peddler
- Rocco Parente 飾演 Driver
- Joe Black 飾演 Murdered Man
- Louis Gioia 飾演 Last Rites Priest
- Mitch Kolpan 飾演 Detective Balaik
- Phil Foglia 飾演 Detective Vella
- Richard De Domenico 飾演 Priest
- Max Genovino 飾演 Louie Dumps
- Ralph Napolitano 飾演 Gino
- Steve Kendall 飾演 Red Beard
- A.J. Ekoku 飾演 A.J.
- Sobe Bailey 飾演 Willie
- 多門尼克·隆巴多西 飾演 Nicky Zero
- Frank Caserta Sr. 飾演 Old Gee
- Ed Derian 飾演 Fight Announcer
- Larry Lederman 飾演 Racetrack Announcer
- Gianna Ranaudo 飾演 Tina
- Philip Garbarino 飾演 Sonny's Killer
- Nicky Blair 飾演 Jerry
- Joe Calvacca Jr. 飾演 Doo Wop Group
- Anthony Etergineoso 飾演 Doo Wop Group

## 音乐
采用1950年代至60年代的以下歌曲：

## 评价
本片的口碑非常好，烂番茄上有96%的新鲜度，IMDB上平均得分7.7，Metacritic上媒体评分80分。著名影评人羅傑·伊伯特给出满分的四颗星，称影片“有时有趣，有时也非常感动人，充满了生活的真挚和个性分明的角色，以及高水准的对话。作为德尼罗的导演处女作，它能够使人欢笑，也能让人愤怒甚至流泪。影片中最重要的是关于人生的价值观。”
影片获得AFI十佳黑帮电影提名。

## 奖项
| 年份 | 奖项         | 类别             | 获提名者                                                       | 结果 |
| ---- | ------------ | ---------------- | -------------------------------------------------------------- | ---- |
| 1994 | Artios Award | 最佳电影整体演出 | Ellen Chenoweth                                                | 提名 |
| 1994 | 青年藝術家獎 | 最佳年轻演员     | 法蘭西斯·卡普拉                                                | 提名 |
| 1996 | Jordi Award  | 最佳外国男演员   | Chazz Palminteri连同《子彈橫飛百老匯》和《非常嫌疑犯》同获提名 | 獲獎 |